# Manguinhos Library Park
Manguinhos Library Park (Portugees: Biblioteca-Parque de Manguinhos) is een bibliotheek in de wijk Benfica in Rio de Janeiro.